# Рас-эль-Хайма (эмират)

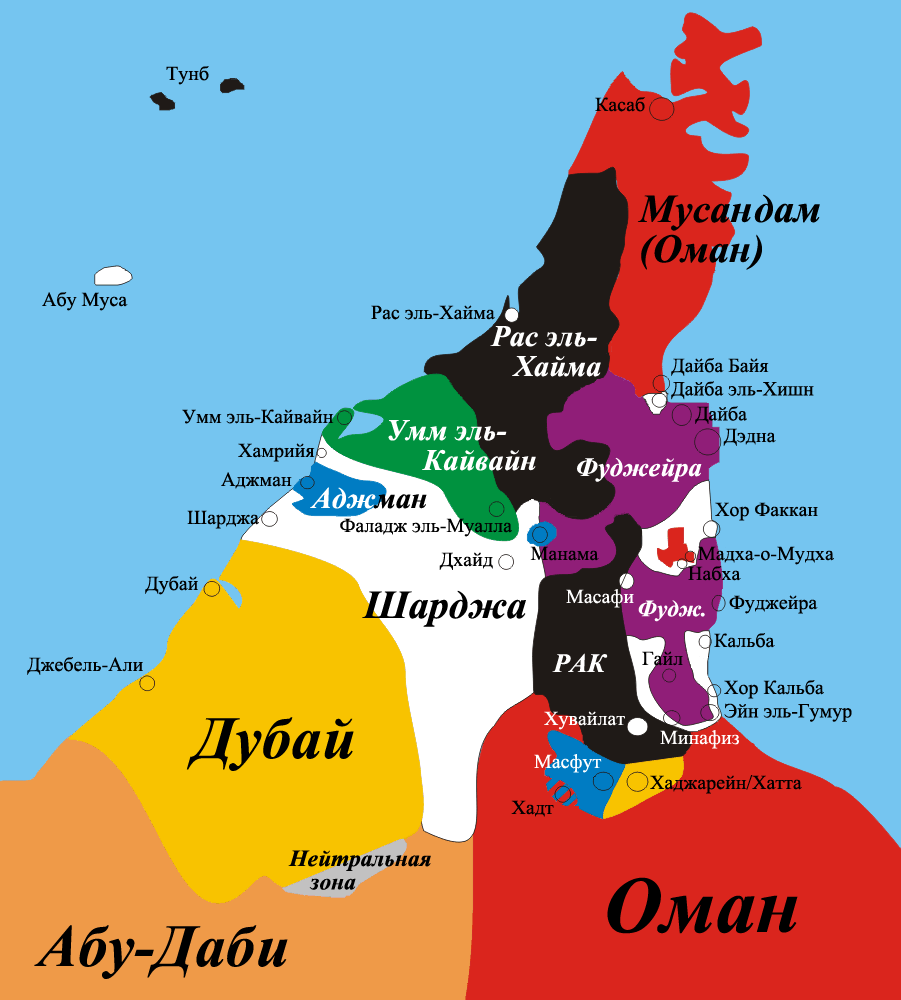
Эксклавы Омана и ОАЭ
Оман
Абу-Даби (ОАЭ)
Дубай (ОАЭ)
Шарджа (ОАЭ)
Аджман (ОАЭ)
Умм эль-Кайвайн (ОАЭ)
Рас эль-Хайма (ОАЭ)
Фуджейра (ОАЭ)

Рас-эль-Ха́йма (араб. رأس الخيمة‎, верхушка шатра) — эмират на севере Объединённых Арабских Эмиратов.
- Столица — Рас-эль-Хайма.
- Площадь эмирата — 2478 км²[1][2], население — 241 000 чел.[1][2] (2009 год).

В эмирате развито сельское хозяйство, рыболовство. Ежегодно проходит Рас-эль-Хаймский полумарафон.

## История
Территория эмирата заселена много тысяч лет. Независимость эмират получил в 1971 году, а в состав ОАЭ вошёл в 1972.

## Население
Население эмирата составляет около 300 тысяч человек. Доля граждан ОАЭ составляет около 50 % от общего населения (что довольно много для страны, где в среднем этот показатель равен всего 20—25%). Официальный язык — арабский, в бизнесе широко применяется английский, среди иммигрантов распространены хинди, урду, бенгальский, малаялам, персидский и другие азиатские языки.

## Экономика
Как и в других регионах страны, основу экономики составляет нефтяная отрасль. Кроме того, здесь имеются предприятия по производству керамики и цемента, предприятие фармацевтической компании Julphar. В 2000 году в эмирате была открыта свободная экономическая зона.

## Туризм
Рас-эль-Хайма — регион, представляющий огромный интерес для туристического бизнеса. В Рас-эль-Хайму организуются туры, ориентированные как на пляжный отдых, так и путешествия с познавательным компонентом. Огромный интерес для туристов представляют древний город Джульфар, привлекающий Сторожевыми башнями и фортами, и острова Аль-Марджан, привлекающие до ста тысяч туристов в год.